# 西大村
西大村（にしおおむら）は、長崎県東彼杵郡の南部にあった村。近世における大村のうち「池田分」と称した地域を村域とした。1939年（昭和14年）に隣接する竹松村、大村町と合併し、改めて発足した大村町の一部となった。
現在の大村市西大村地区にあたる。

## 地理
- 山：池田山
- 島嶼：臼島、箕島（みしま）[1]、ガロー島[1]、ソーケー島[1]
- 河川：大上戸川（だいじょうごがわ）
- 溜池：池田溜池、狸ノ尾溜池
- 湾：大村湾

## 沿革
江戸期の大村は久原分と池田分、その両方に跨がる大村城下からなる地域であった。当村はこのうち池田分の地域にあたる。
- 1889年（明治22年）4月1日 - 町村制施行により、大村が2村に分かれ、杭出津郷ほか7郷の区域をもって東彼杵郡西大村が成立[2]。
- 1939年（昭和14年）11月3日 - 大村町、竹松村と合併して改めて大村町が発足し、西大村は自治体として消滅。

## 地名
郷を行政区域とする。大字は設置していない。
- 池田郷
- 乾馬場郷
- 杭出津郷（くいでづ）
- 諏訪郷
- 並松郷（なみまつ）
- 松山郷
- 箕島郷（みしま）
- 森園郷

## 名所・旧跡
- 本経寺
  - 大村藩主大村家墓所